# Dưa Leo (nghệ sĩ hài độc thoại)
Nguyễn Phúc Gia Huy (sinh ngày 22 tháng 10 năm 1982), thường được biết đến với nghệ danh Dưa Leo, là một nghệ sĩ hài độc thoại, YouTuber, vlogger, diễn viên điện ảnh người Việt Nam.

## Cuộc đời và sự nghiệp
Dưa Leo, tên thật là Nguyễn Phúc Gia Huy. Anh sinh ngày 22 tháng 10 năm 1982. Sinh ra với một bàn tay bị tật, ngay từ nhỏ, Dưa Leo thường xuyên bị bạn bè xa lánh. Anh cũng không đủ điều kiện gia nhập các trường sân khấu, điện ảnh. Sau khi xem được một video clip hài độc thoại của Pablo Francisco, Dưa Leo bắt đầu bị thu hút bởi môn nghệ thuật này. Vốn là sinh viên tốt nghiệp đại học ngành kinh tế và đi làm tại Gameloft, Dưa Leo bỗng thay đổi ý định, chuyển sang lĩnh vực nghệ thuật bằng cách theo đuổi sự nghiệp như một diễn viên hài độc thoại bất chấp phản ứng của gia đình. Theo Dưa Leo, anh đắn đo rất nhiều khi đưa ra quyết định này. Anh dành hai năm luyện tập trước khi bắt đầu đi diễn. Trong thời gian đó, Dưa Leo đọc sách, nghiên cứu tài liệu trên mạng và bắt đầu dựng video clip. Anh tự quay chính mình đồng thời luyện tập liên tục đến khi thuần thục. Năm 2009, anh có buổi diễn đầu tiên của mình tại một quán cà phê ở Thành phố Hồ Chí Minh. Tính đến năm 2011, Dưa Leo là người đầu tiên và duy nhất tại Việt Nam theo đuổi con đường hài độc thoại.
Năm 2010, Dưa Leo có danh hiệu cá nhân đầu tiên tại Liên hoan sân khấu hài toàn thành phố. Lần lượt hai năm sau đó, anh tham gia cuộc thi Vua hài đất Việt và Vietnam’s Got Talent. Tại Vietnam's Got Talent năm 2012, Dưa Leo lọt vào vòng bán kết nhưng bị loại vì phần trình diễn, theo một số giám khảo, "không còn duyên dáng như ở vòng loại". Theo Dưa Leo, phần trình diễn của anh bị tác động vì bản thân không "cảm nhận được không khí, năng lượng của khán giả".
Năm 2017, Dưa Leo góp mặt trong chương trình "Ngọc trong tim" tổ chức tại Santa Ana, California, Hoa Kỳ. Năm 2018, anh có buổi biểu diễn tại lễ trao giải Viet Song Contest 2018 tổ chức tại Úc.

## Quan điểm

### Hài kịch
Dưa Leo coi thường việc khán giả cho rằng hài kịch phải luôn luôn truyền đến một thông điệp nào đó mà quên đi con người ta có thể học được những bài học đạo đức ở bất cứ đâu. Theo anh, "khán giả đến với hài kịch là để cười chứ không phải học hỏi". Quan điểm này được một số người coi là "dị giáo". Nhận định về hài độc thoại, Dưa Leo cho biết: "Tuy chỉ có một người nhưng tính giải trí của stand up comedy vẫn rất cao do người diễn viên hoàn toàn không bị bó gọn trong một kịch bản nhất định [...] Đó là cái hay của stand up comedy và cũng là cái tạo nên khác biệt cho nhiều diễn viên stand up". Ngoài ra, anh còn cho rằng tài năng của nghệ sĩ hài độc thoại là "làm sống lại không khí bàn nhậu trên sân khấu".

### Chính trị, xã hội
Trong một video clip đăng trên YouTube cá nhân, Dưa Leo nêu quan điểm: "Ở Việt Nam không hề có tự do ngôn luận". Ngay sau khi đăng tải, anh bị Phòng An ninh Chính trị nội bộ (PA83) mời lên làm việc. Sau sự việc trên, Dưa Leo khẳng định video của anh chỉ "phản ánh cái sai, cái hư, cái xấu trong xã hội", chứ không hề liên quan đến chính trị. Anh còn cho rằng sống ở Việt Nam "phải tuân thủ đúng tinh thần 'sống và làm việc theo hiến pháp và pháp luật Việt Nam'".
Dưa Leo từng so sánh sự kiện cá chết hàng loạt ở Việt Nam với việc chính phủ Việt Nam tuyên bố dành ra một ngày quốc tang Fidel Castro. Còn khi đề cập tới tham nhũng ở Việt Nam, Dưa Leo trích dẫn câu nói "một người làm quan cả họ được nhờ" để khẳng định cho quan điểm văn hóa Việt Nam "ủng hộ chuyện tham nhũng". Về giáo dục, anh nhận định giáo dục Việt Nam "răn đe tất cả học sinh sinh viên rằng mấy em không được quan tâm bất cứ sự kiện nào liên quan tới đất nước". Trong lĩnh vực báo chí, Dưa Leo nhấn mạnh báo chí Việt Nam chỉ tập trung "vú và tiền" chứ không hề "liên quan tới đầu óc hay đất nước gì hết". Theo Dưa Leo, mục đích chính của anh là "vạch ra những thói xấu của xã hội" để giúp Việt Nam phát triển hơn.
Tháng 8 năm 2023, anh bị công an Quận 10 mời lên làm việc và bị xử phạt hành chính 7.5 triệu vì hành vi đưa thông tin sai sự thật lên kênh Youtube của mình.

### Đối với cá nhân
Tháng 11 năm 2020, Dưa Leo viết trên trang cá nhân so sánh thu nhập của mình với thu nhập của streamer Độ Mixi. Khi dòng trạng thái được đăng lên, nhiều người hâm mộ cho rằng anh "đá đểu" Độ Mixi và bình luận nặng nề dưới bài đăng này. Trước đó, vào tháng 8 cùng năm, cũng trên trang Facebook cá nhân, Dưa Leo đã đăng bài nhận định mối quan hệ giữa Hương Giang và Matt Liu là "hợp đồng làm ăn" chứ không phải tình yêu. Dòng trạng thái này nhận được sự đồng tình cũng như phản đối từ cộng đồng mạng.

## Tuyên bố kiện báoNhân Dân
Ngày 8 tháng 1 năm 2021, tác giả Việt Quang của báo Nhân Dân có đăng bài đề cập tới Dưa Leo với tiêu đề "Nấp bóng truyền bá tri thức để kích động, chống phá đất nước", trong đó nhận định anh này "móc nối với một số người Việt đang sống ở nước ngoài có quan điểm thù địch, thiếu thiện chí với Đảng, Nhà nước, nhân dân Việt Nam", đồng thời cho rằng Dưa Leo thu lợi "bất chính" từ patreon, YouTube và các ví điện tử. Không lâu sau khi bài viết được đăng tải, Dưa Leo ngay lập tức nhờ Lê Ngọc Luân và công ty luật Gold Key chuẩn bị hồ sơ kiện tờ báo này vì "vu khống, xúc phạm" mình, coi đó là một "sự bôi nhọ đê hèn". Anh cũng kêu gọi cộng đồng mạng quyên góp tiền để hỗ trợ việc kiện tụng. Theo Nhật báo Người Việt, số tiền mà Dưa Leo nhận được, sau khi được chính anh đăng tải trên Facebook cá nhân là vài triệu đồng. Chia sẻ với báo SBS Việt Ngữ, Dưa Leo cho biết việc bản thân kiện báo Nhân Dân vì anh "muốn công chúng thấy rằng Việt Nam là quốc gia có pháp luật, vận hành theo pháp luật như Hiến pháp nước Cộng hòa xã hội chủ nghĩa Việt Nam khẳng định".
Sau khi Dưa Leo tuyên bố phát đơn kiện, ngay lập tức, phía báo Nhân Dân cùng hai tác giả Thanh Sơn và Hoài Ân tiếp tục đăng tải bài viết hai kỳ với nội dung "Nếu biết quay đầu cũng chưa muộn!", dẫn lời một số ý kiến của YouTuber, vlogger Việt Nam, qua đó kết luận rằng thay vì tiếp thu, "cầu thị theo hướng lành mạnh", Dưa Leo lại "có phản ứng tiêu cực, dấn sâu vào việc không nên làm", đồng thời đặt nghi vấn về sự liên quan của anh với tổ chức Việt Tân cũng như việc "đánh bóng tên tuổi". Ngày 1 tháng 6 năm 2022, trong tuyên bố trên Facebook cá nhân, Dưa Leo cho biết vụ kiện "đã kết thúc". Báo Nhân Dân và các báo trích dẫn nội dung tương tự đều đã xóa các bài viết có liên quan đến anh khỏi nền tảng Internet. Các đường link bài báo trước đó đều không còn truy cập được và ở trong trạng thái "không tìm thấy nội dung".

## Nhận định
Dưa Leo được cho là nghệ sĩ hài độc thoại đầu tiên tại Việt Nam. Tạp chí Asia Life Vietnam cho rằng Dưa Leo "đại diện cho tương lai của hài độc thoại" tại nước này. Mỹ Dung của báo Giáo dục Thành phố Hồ Chí Minh thừa nhận: "Cách nói chuyện dí dỏm, gần gũi và mộc mạc đưa chàng trai duyên dáng này đến gần với người xem, đặc biệt là tầng lớp thanh niên". Viết cho Đài Á Châu Tự Do, Mặc Lâm nhận định: "Bằng một phong cách hài hước nhẹ nhàng hóm hỉnh, Nguyễn Phúc Gia Huy với nghệ danh Dưa Leo mang tới cho người xem những câu chuyện đời thường khác nhau. Cách phân tích tình huống của người nghệ sĩ này có nét riêng và gây cho người xem chú ý. Đề tài anh chọn thường là thời sự và xuất hiện trên mặt báo hàng ngày. Anh dựa vào tin tức và những con số trong mỗi bản tin lọc chúng ra trình bày lại theo nhãn quan của mình [...] Dưa Leo không phải là tác giả của những phóng sự điều tra, anh chỉ là người bỏ công lọc ra đề tài nào mà khán giả của anh ưa thích". Nhật báo Người Việt nhận xét cách nhìn của Dưa Leo "đã tạo ra những tiếng cười sảng khoái, nhưng chua cay", đồng thời, những video clip của anh "không phải để giải trí mà là những bài học đối nhân xử thế, cũng như ý thức chính trị của mỗi người dân".
Nhận xét về Dưa Leo, Trần Minh An Nhiên của báo Tuổi Trẻ viết: "Cái hay của Dưa Leo là giọng nói dày cảm xúc, có sự cảm thụ sắc bén muôn mặt cuộc sống đô thị, và biến những chi tiết của đời sống thành tiếng cười [...] Nhưng được vài ba câu thoại, anh Dưa Leo đã phát lộ phong cách kịch hài tục". Nhà báo này đặt câu hỏi: "Bên diễn, bên cười, nhưng sự 'đến với công chúng' kiểu này thì giá trị của nghệ thuật, giá trị của người nghệ sĩ sẽ biết đặt vào đâu?" Viết cho Tuần báo Văn Nghệ Thành phố Hồ Chí Minh, Sỹ Việt đánh giá Dưa Leo là một "học giả đang rao bày đạo đức giả hiệu" khi "có những câu, cử chỉ, biểu thị qua nét mặt, môi miệng rất ư khó coi trong cách diễn đạt từ ngữ không trong sáng", sử dụng ngôn ngữ "chợ búa", "lề đường", đồng thời cho rằng những lời nói ấy "là nguồn tiêm nhiễm, đầu độc những ai non dại" tình cờ xem video clip của Dưa Leo. Đồng tình với quan điểm trên, Việt Quang của báo Nhân Dân khẳng định Dưa Leo "lấy danh nghĩa truyền bá kiến thức, phản biện xã hội nhằm lợi dụng sự thiếu hiểu biết của một bộ phận người sử dụng mạng xã hội Việt Nam, nhất là thanh thiếu niên, để thu lợi từ các khoản tiền ủng hộ bất chính, và thực hiện các mục đích thiếu trong sáng khác".

## Sự nghiệp diễn xuất
Năm 2015, Dưa Leo tham gia diễn xuất trong phim Tây Du Ký hậu truyện. Trong phim, anh vào vai Sa Tăng, diễn bên cạnh Khởi My, Huy Khánh, Trương Thế Vinh, Diễm My 9x.